# Hvid jodplante
Hvid jodplante (Macleaya cordata) er en høj staude med store stande af hvide blomster. Skønt planten er giftig, dyrkes den som solitærplante for sine blomsters skyld.

## Beskrivelse
Hvid jodplante er en flerårig, urteagtig plante med en opret, kraftig vækst. Stænglerne er hule, runde i tværsnit og blåduggede. De indeholder ligesom baldene en brungul mælkesaft. Bladene sidder spredt, og de er stilkede og bredt ægformede med 7-9 dybt indskårne lapper. Oversiden er blågrøn, mens undersiden er lyst grågrøn. 
Blomstringen sker i juli-august, hvor man ser blomsterne samlet i store, endestillede toppe. De enkelte blomster er små og langstilkede med fire beigefarvede til koralrøde blosterblade. Frugterne er torummede kapsler med nogle få, brune frø.
Rodsystemet består af krybende jordstængler og grove trævlerødder. 
Højde x bredde og årlig tilvækst: 2,50 x 2,00 m (250 x 25 cm/år).

## Hjemsted
Hvid jodplante hører hjemme i Kina og Japan, hvor den er knyttet til lysåbne eller let skyggede voksesteder med en porøs, veldrænet, men fugtig jordbund. 
På bjergene ved Naeba san, Honshū, Japan (nordvest for Tokyo), vokser der næsten urørte, blandede løvskove med Fagus crenata som dominerende art. Klimaet er fugtigt-kontinentalt, og jordbunden består af et tyndt muldlagt over basalt. Her vokser arten langs vandløb i 500 m højde sammen med bl.a. Hjertetræ, skæbnetræ, amurkorktræ, Alnus pendula (en art af el), butbladet liguster, etagekornel, Hydrangea serrata (en art af hortensia), håret tudselilje, japansk blommetaks, japansk bøg, japansk hestekastanje, japansk kryptomeria, japansk snebolle, japansk troldnød, kurilerbambus, kurilermagnolia, Lindera umbellata (en art af sommerlaurbær), monoløn, opret skovranke, Quercus crispula (en art af eg), Rhododendron wadanum (en art af rododendron), sieboldløn og småbladet lind

## Indholdsstoffer
Udtræk af kapslerne indeholder det giftige stof isokinolin samt dihydrosanguinarin, dihydrokelerytrin og tolv fedtsyrer, hvoraf linolensyre, oleinsyre, palmitinsyre og stearinsyre er de mest dominerende.
| Portal | Portal:Botanik |

## Note
1. ↑  Pedro Gerstberger: Japan Excursion 2004. Fundortliste Arkiveret 4. september 2011 hos  Wayback Machine (tysk)